# Arlt (groupe)
Pour les articles homonymes, voir Arlt.
Arlt est un groupe de pop rock et folk français, originaire de Paris. Le groupe sort quatre albums entre 2010 et 2015, puis fait une pause, avant de revenir avec l'album Soleil enculé en 2019.

## Biographie
Duo composé de Éloïse Decazes au chant et de Sing Sing également au chant, mais aussi à la guitare, à la composition, et à l'écriture de tous les albums du groupe. Ils sont fréquemment accompagnés par Mocke, Thomas Bonvalet, Clément Vercelletto. En 2010, ils sortent leur album, La Langue, aux labels Almost Musique et Socadisc. Leur premier album contient aussi une chanson traditionnelle, Je voudrais être mariée.... Après deux ans sans nouvel album, le groupe annonce une suite à La Langue. « Prochain album presque écrit. Mais un album seulement écrit n’est pas encore un album. Il faut d’abord oublier qu’il est écrit. On n’enregistre pas d’album écrit. On enregistre un album dont on a oublié qu’il était écrit », expliquent-ils. Baptisé Feu la figure, le deuxième album, sort en 2012, également au label Almost Musique,.
Plus tard, en 2014, ils sortent un troisième album, intitulé Arlt et Thomas Bonvalet, toujours au label Almost Musique. Concernant leur label, qui les soutient depuis leur premier album, le magazine Gonzaï explique en ses termes : « Almost Musique, c’est « presque de la musique », parce que Benjamin Caschera et Benjamin Fain-Robert, les deux fondateurs du label, multiplient les activités avec des activités souterraines exposées au grand jour par ces deux anciens de Differ-Ant. » L'année suivante, 2015, assiste à la sortie de leur quatrième album, Deableries.
En novembre 2019, après une pause de quatre ans, le groupe sort son nouvel album, Soleil enculé, créé par Sing Sing et Eloïse Decazes, à ce moment devenu un quartet. Ils sortent le clip du single Les Fleurs, réalisé avec la danseuse Madeleine Fournier. Concernant l'album, Sing Sing explique que « ce disque est hanté par l'idée de métamorphose, notamment musicalement. Une chanson, même si elle est répétitive, commence toujours sur une humeur et une couleur appelées à se tordre. Quand je parle de métamorphose, je parle de métamorphose au sens virgilien du terme : j'ai l'impression que l'amour se transforme en fraternité et sororité, que les bonshommes et bonnes femmes qui chantent deviennent des animaux. A chaque fois que j'entends ce disque, j'ai l'impression d'entendre l'espace de la transformation des choses. » L'album est publié aux labels Objet Disque et Murailles Music, pour la première fois autrement que par le label Almost Musique.

## Discographie

### Albums studio
- 2010 : La Langue (Almost Musique)
- 2012 : Feu la figure (Almost Musique)
- 2014 : Arlt et Thomas Bonvalet (Almost Musique)
- 2015 : Deableries (Almost Musique)
- 2019 : Soleil enculé (Objet Disque / Murailles Music)
- 2022 : Turnetable (Objet Disque)